# Max Höfler
Max Höfler, född 1848 i Tölz, Bayern, död 8 december 1914, var en tysk etnolog.
Höfler, som var praktiserande läkare, bedrev forskning framför allt om folkmedicin och angränsande ämnen. Han ägnade även de tyska kultbröden omfattande undersökningar. Bland hans många arbeten kan nämnas Volksmedizin und Aberglaube in Oberbayerns Gegenwart und Vergangenheit (1893), Wald- und Baumkult in Beziehung zur Volksmedizin Oberbayerns (1894), Deutsches Krankheitsnamenbuch (1899), hans förnämsta verk, samt Das Jahr im oberbayerischen Volksleben (1899), Weihnachtsgebäcke (i "Zeitschrift für österreichische Volkskunde", 1905) och Volksmedizinische Botanik der Germanen (1908).